# 藤子不二雄ワールド
藤子不二雄ワールド（ふじこふじおワールド）は1987年10月19日から1989年3月27日までテレビ朝日系で放送されていた、藤子不二雄Ⓐ（安孫子素雄）原作のアニメ番組ゾーン。1988年春ごろから、藤子不二雄のコンビ解消に伴い『藤子不二雄Ⓐワールド』と改題された。放送時間は毎週月曜 18:50 - 19:20（JST）。

## 概要
1987年秋の『ニュースシャトルANN』の開始に伴うゴールデン枠再編に伴い、月曜19時台前半に新設。それまで日曜朝の『藤子不二雄劇場』の中で放送されていた『ウルトラB』と、当番組の前身である『藤子不二雄ワイド』のころから放送されていた『プロゴルファー猿』（のちに『新プロゴルファー猿』に改題）の2本立てでスタート。ちなみに、これまで『藤子不二雄劇場』枠だった日曜朝においては1987年9月まで当枠で放送された『超人機メタルダー』（『メタルヒーローシリーズ』）が移っており、事実上の枠交換となった（『藤子不二雄劇場』としての日曜枠は廃止）。
1988年7月からは、『新プロゴルファー猿』に代わり『ビリ犬』がスタート。以降『ビリ犬とウルトラB』というゾーンの別名がつき、新聞テレビ欄ではそちらのほうが記載されていた。
1989年3月27日をもってゾーン解消となり、『ワイド』から続いてきた藤子アニメのコンプレックス番組は姿を消した。

## 放送された作品
1988年6月13日まで
- ウルトラB
- プロゴルファー猿（-1988年3月28日）→ 新プロゴルファー猿（1988年4月11日-）
  - 終了後は、『藤子不二雄劇場』（『パオパオチャンネル』内。以下同じ）にて『プロゴルファー猿』が再放送された。

1988年7月11日以降（ビリ犬とウルトラB）
- ビリ犬 - ゾーン解消後は『ビリ犬なんでも商会』として独立番組化。
- ウルトラB - ゾーン解消後は『藤子不二雄劇場』にて引き続き放送（再放送）。

## OP/ED主題歌
- OP
  - 「ゆかいな大脱走」 作詞：篠塚満由美、作曲：和泉常寛、編曲：川上了、歌：堀江美都子
    - 前身番組『藤子不二雄ワイド』から引き続き使用。
- ED　
  - 「ドリーム・オブ・ユー」 作詞：篠塚満由美、作曲：和泉常寛、編曲：川上了、歌：堀江美都子
    - 前身番組『藤子不二雄ワイド』から引き続き使用。『プロゴルファー猿』終了まで使用。

  - 「ぼくが飛んでた・・・」 作詞：藤子不二雄Ⓐ、作曲：見岳章、編曲：高田弘、歌：堀江美都子・こおろぎ'73
    - 後番組『ビリ犬なんでも商会』のEDにも使用。

## 系列外ネット局
当枠はテレビ朝日系列の放送であったが、以下の系列外局でも放送されていた。
- 石川テレビ - 月曜 16:10 - 16:36（1987年11月2日ネット開始[2]、当時は北陸朝日放送は未開局）